# Silnik żarowy

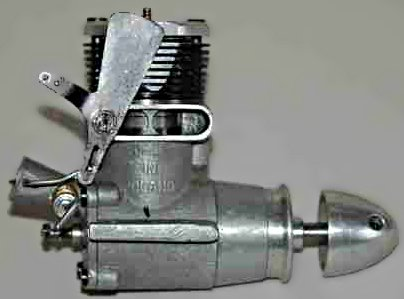
Polski żarowy silnik modelarski Super Sokół 3 konstrukcji St.Górskiego.

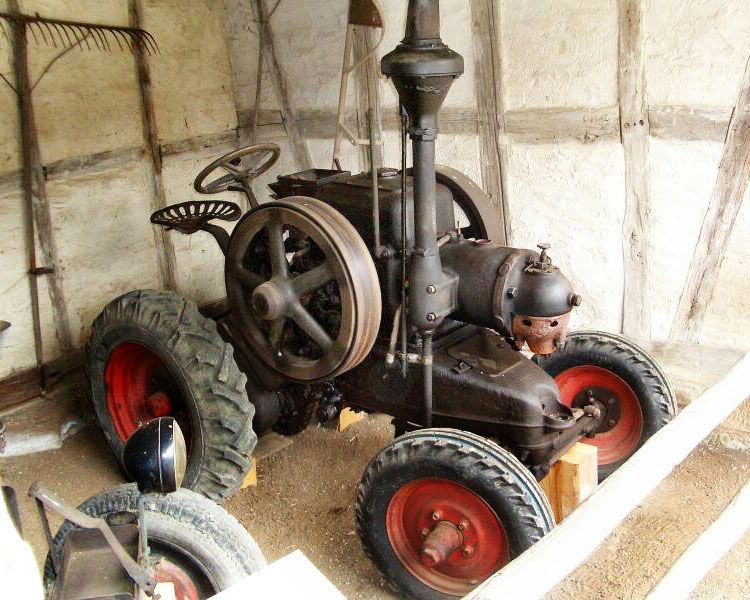
Wczesny ciągnik Lanz Bulldog z silnikiem średnioprężnym, z charakterystyczną wystającą z przodu gruszką żarową

Silnik żarowy – silnik spalinowy wykorzystujący do zapłonu wysokie ciśnienie i “żarzącą” się gruszkę albo świecę.  
Zazwyczaj określenie silnik żarowy oznacza dwusuwowe silniki modelarskie.
Silniki te pracują na wysoko oktanowym paliwie np. 80% metanol 10% nitrometan i 10% olej syntetyczny.
Przy zapłonie silnika żarowego należy zasilić świecę żarową prądem elektrycznym (potocznie grzałką), rozruszać silnik i następnie przy równej pracy odłączyć grzałkę świecy.
Istnieją dwa zasadniczo różniące się rodzaje  silników żarowych:
1. Silnik z gruszką żarową o budowie zbliżonej do silnika średnioprężnego. Konstrukcja historyczna, stosowana w silnikach stacjonarnych i niektórych ciągników np. w pierwszym powojennym polskim ciągniku rolniczym Ursus C-45.
2. Silnik modelarski ze świecą żarową o budowie silnika gaźnikowego, w którym świecę zapłonową z iskrą zastąpiono świecą żarową.

Zastosowanie gruszki żarowej pozwala zmniejszyć stopień sprężania oraz spalać gorsze gatunki paliwa - np. nafty.
Obniżenie stopnia sprężania upraszcza wykonanie silnika. W dużych silnikach rozgrzana powierzchnia ułatwia odparowanie i zapłon paliwa, co pozwala zastosować prosty i tani układ zasilania. Duże silniki żarowe  wyszły z użycia ze względu na niską sprawność i skomplikowane przygotowanie do rozruchu, natomiast zapłon żarowy jest nadal stosowany w silnikach modelarskich.
- Zobacz też: Patataj